# شوربلاغ (زرندیه)
شوربلاغ یک روستا در ایران است که در دهستان خشکرود واقع شده‌است.
این روستا شمالی ترین نقطه استان مرکزی از لحاظ مختصات جغرافیایی است.
شوربلاغ ۲۶ نفر جمعیت دارد.